# ورنشتی
ورنشتی (به لاتین: Vernești) یک سکونتگاه مسکونی در رومانی است که در شهرستان بوزائو واقع شده‌است.

## خصوصیات
ورنشتی ۸٬۶۹۸ نفر جمعیت دارد.